# Apiogaster decellei
Apiogaster decellei är en skalbaggsart som beskrevs av Fuchs 1969. Apiogaster decellei ingår i släktet Apiogaster och familjen långhorningar. Inga underarter finns listade i Catalogue of Life.